# Pacyficzka samotna
Pacyficzka samotna (Pomarea nukuhivae) – gatunek małego ptaka z rodziny monarek (Monarchidae). Występował endemicznie na Nuku Hiva (Markizy, Polinezja Francuska). Ostatnia pewna obserwacja miała miejsce w latach 30. XX wieku. Gatunek uznany za wymarły.

## Taksonomia
Po raz pierwszy gatunek opisali Robert Cushman Murphy i Gregory Mathews w 1928 na łamach American Museum Novitates pod nazwą Pomarea mendozae nukuhivae (jako podgatunek pacyficzki zmiennej, P. mendozae). Holotyp, samicę odłowioną 19 października 1922, przekazano do Amerykańskiego Muzeum Historii Naturalnej i oznaczono numerem 195,991. Obecnie (2021) Międzynarodowy Komitet Ornitologiczny uznaje pacyficzkę samotną za odrębny, monotypowy gatunek; odrębność gatunku wspierają badania z 2004.

## Morfologia
Długość ciała wynosiła około 17 cm. Wymiary dla 8 samców i 5 samic: długość skrzydła 90–96 mm, długość ogona 75–80 mm, długość górnej krawędzi dzioba 18–19 mm, długość skoku 27,5-29 mm; długość środkowego palca z pazurem 19–20 mm. Samiec był jednolicie czarny i połyskliwy. Samice przypominały samice pacyficzki zmiennej, jednak miały czarny kaptur. Kuper i ogon były białe. Według autorów pierwszego opisu tęczówka miała być jasnobrązowa, dziób i nogi łupkowoniebieskie.

## Zasięg
Gatunek znany wyłącznie z Nuku Hiva (Markizy, Polinezja Francuska). O zwyczajach jego przedstawicieli nic nie wiadomo poza tym, że jednego ptaka w gnieździe znaleziono 19 października.

## Status
IUCN uznaje gatunek za wymarły (EX, Extinct). Gatunek w latach 30. XX wieku uchodził już za rzadki; wtedy też dokonano ostatniej pewnej obserwacji. Nie zaobserwowano go w 1972 i 1975 mimo intensywnych poszukiwań. Z 1975 pochodzi niepotwierdzone doniesienie; dwóch myśliwych miało widzieć ptaka wróblowego, którego upierzenie według opisu pasowało do pacyficzki samotnej (według BirdLife International; inne źródło nazywa obserwację skrajnie niewiarygodną). Podczas prac terenowych w 1997 i 1999 nie zaobserwowano tych ptaków. Całe Markizy zostały zniszczone przez intensywny wypas i wypalanie, a duża część rdzennych suchych lasów jest obecnie terenami trawiastymi. Możliwe, że do wymarcia przyczyniło się również drapieżnictwo ze strony introdukowanych gatunków, zwłaszcza szczura śniadego (Rattus rattus).